# Guerra civil sudanesa (2023-presente)
La guerra civil sudanesa, o guerra de Sudán, es un conflicto militar que se inició el 15 de abril de 2023 en el territorio de la República de Sudán, cuando estallaron combates entre las Fuerzas Armadas de Sudán (FAS) y las Fuerzas de Apoyo Rápido (FAR o RSF). Se informó de combates en el palacio presidencial, en la sede de las FAR.   y en los aeropuertos de Jartum y Merowe, que las FAR han afirmado haber capturado. Se informó de disparos y enfrentamientos en secciones de Jartum y El Obeid, en Kordofán del Norte.
La guerra comenzó con ataques de las FAR contra instituciones gubernamentales mientras se informaba de ataques aéreos, artillería y disparos en todo Sudán. A lo largo del conflicto, el líder de las FAR, Mohamed Hamdan Dagalo, y el líder de facto y jefe del ejército de Sudán, Abdelfattah al Burhan, han disputado el control de los sitios gubernamentales en Jartum, incluido el cuartel general del ejército, el Palacio Presidencial, el Aeropuerto Internacional de Jartum, la residencia oficial de Burhan y el SNBC así como los estados y ciudades de Darfur y Kordofán. 
A partir de junio, el SPLM-N (al-Hilu) atacó posiciones del ejército en el sur. En julio, una facción del Movimiento de Liberación de Sudán liderada por Mustafa Tambour (MLS-T) se unió a la guerra en apoyo de las Fuerzas armadas sudanesas mientras que en agosto, el movimiento rebelde Tamazuj con sede en Darfur y Kordofán unió fuerzas con las FAR.
A partir de octubre, el impulso comenzó a inclinarse hacia las RSF una vez más, cuando los paramilitares derrotaron a las fuerzas del ejército en Darfur y lograron avances en el estado de Jartum y Kordofán. Hasta ahora, las negociaciones entre las partes no han producido resultados , mientras que muchos países han proporcionado apoyo militar o político a al-Burhan o Dagalo.

## Antecedentes

### Conflicto en Darfur y formación de las FAR
A principios del siglo XXI, la región occidental de Darfur en Sudán había soportado una inestabilidad prolongada y conflictos sociales debido a una combinación de tensiones raciales y étnicas lás disputas por la tierra y el agua. En 2003, esta situación estalló en una rebelión contra el gobierno, contra la cual el presidente y hombre fuerte militar Omar al-Bashir prometió utilizar medidas contundentes. La guerra resultante en Darfur estuvo marcada por actos generalizados de violencia patrocinados por el Estado, que dieron lugar a acusaciones de crímenes de guerra y genocidio contra al-Bashir. La fase inicial del conflicto dejó 300.000 muertos y 2,7 millones fueron desplazados por la fuerza; aunque la intensidad de la violencia disminuyó, la situación en la región dista de ser pacífica.
Para aplastar los levantamientos de tribus no árabes en las montañas Nuba, al-Bashir se basó en los Yanyauid, un grupo de milicias árabes provenientes de tribus comerciantes de camellos que estaban activas en Darfur y partes de Chad. En 2013, al-Bashir anunció que las Yanjauid se reorganizarían como Fuerzas de Apoyo Rápido (RSF) y también anunció que las RSF quedarían bajo el mando del comandante de las Yanjauid, Mohamed Hamdan Dagalo, más conocido como Hemedti.  Las RSF perpetraron asesinatos en masa, violaciones en masa, saqueos, torturas, destrucción de aldeas y fueron acusadas de cometer limpieza étnica contra los pueblos fur, masalit y zaghawa. Los líderes de las RSF han sido acusados de genocidio, crímenes de guerra y crímenes contra la humanidad por la Corte Penal Internacional (CPI), pero Hemedti no estuvo implicado en persona en las atrocidades de 2003-2004. En 2017, una nueva ley otorgó a RSF el estatus de "fuerza de seguridad independiente". Hemedti recibió varias minas de oro en Darfur como patrocinio de al-Bashir y su riqueza creció de modo sustancial. Bashir envió fuerzas de las RSF para sofocar un levantamiento de 2013 en Darfur del Sur y desplegó unidades de las RSF para luchar en Yemen y Libia. Durante este tiempo, las RSF desarrollaron una relación de trabajo con el grupo militar privado ruso Grupo Wagner. Estos acontecimientos aseguraron que las fuerzas de RSF crecieran hasta alcanzar decenas de miles y llegaran a poseer miles de camionetas armadas que patrullaban las calles de Jartum. El régimen de Bashir permitió que las RSF y otros grupos armados proliferaran para evitar amenazas a su seguridad desde dentro de las fuerzas armadas, una práctica conocida como "a prueba de golpes".

### Transición política
El expresidente sudanés Omar al Bashir presidió un conflicto en el sur del país que resultó en la secesión de Sudán del Sur en 2011. Supervisó la violencia patrocinada por el Estado en la región occidental de Darfur, lo que llevó a cargos de crímenes de guerra y genocidio. Después de ser derrocados en una revolución en 2019, condenados por corrupción y otros delitos, los militares tomaron el poder de un gobierno de unidad interino encabezado por el primer ministro Abdalla Hamdok en un golpe de Estado en octubre de 2021. En medio de una crisis económica, los militares acordaron entregar la autoridad a un gobierno liderado por civiles, con un acuerdo formal programado para el 6 de abril de 2023.
Sin embargo, el acuerdo se retrasó por razones poco claras en medio de tensiones entre los líderes militares rivales, el general Abdelfatah al Burhan (visto como el jefe de Estado de facto) y el comandante de las Fuerzas de Apoyo Rápido (FAR), el general Mohamed Hamdan Dagalo, más conocido como "Hemeti". Son el presidente y el vicepresidente del Consejo Soberano de Sudán. Un motivo de disputa radica en la divergencia entre las FAR, que insisten en un período de integración de diez años en el ejército regular, mientras que este último reclama que dicho proceso se complete en dos años.
Las FAR son una organización paramilitar con raíces en las milicias Janjaweed que operan durante el conflicto de Darfur. Ganaron notoriedad por su represión contra los manifestantes a favor de la democracia durante la masacre de Jartum el 3 de junio de 2019. Fue uno de grupos armados a los que el régimen de Bashir permitió proliferar para evitar la convergencia de amenazas a su seguridad desde dentro de las fuerzas armadas.
El 11 de abril, las FAR se desplegaron cerca de Merowe, así como en Jartum. Las fuerzas gubernamentales ordenaron que se fueran, pero se negaron. Los enfrentamientos comenzaron cuando las FAR tomaron el control de la base militar de Soba al sur de Jartum.

## Desarrollo de la guerra

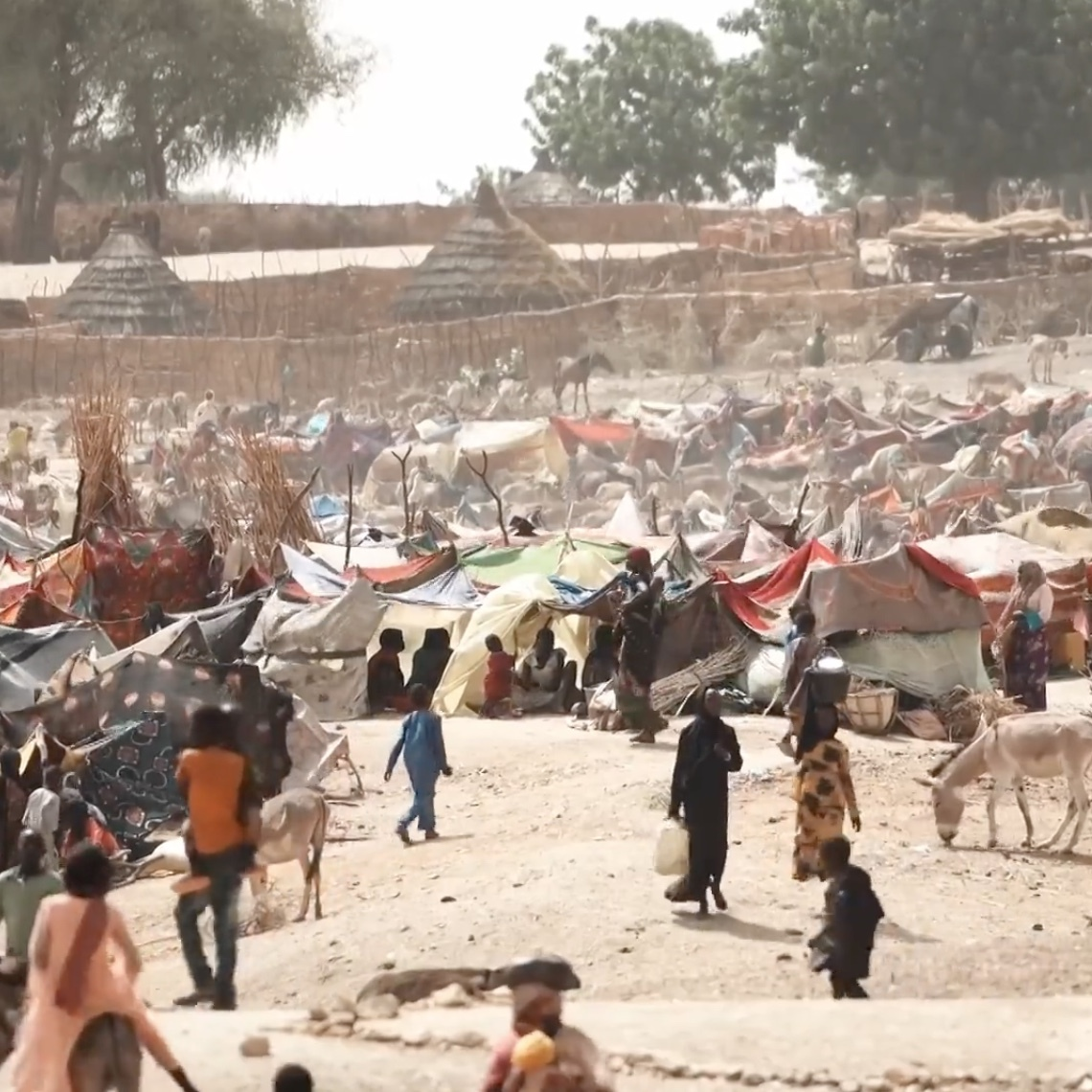
Campo de refugiados en Chad en relación con la guerra en Sudán, fotografiado por Voice of America el 16 de mayo de 2023.

### Enfrentamientos iniciales (15 de abril-19 de mayo)
El 15 de abril, las Fuerzas de Apoyo Rápido (FAR) atacaron bases de las Fuerzas Armadas de Sudán (FAS) en Sudán, incluyendo Jartum y su aeropuerto. Los enfrentamientos ocurrieron en el Palacio Presidencial y en la residencia del general al-Burhan. En respuesta, las Fuerzas Armadas del Sudán cerraron todos los aeropuertos y llevaron a cabo ataques aéreos contra posiciones de las RSF. Hubo enfrentamientos en la sede de la emisora estatal, Sudan TV que luego fue capturada por las fuerzas de las FAR. Los puentes y carreteras en Jartum fueron cerrados, y las RSF afirmaron que todas las carreteras que se dirigían al sur de Jartum estaban cerradas. El 16 de abril, las Fuerzas Armadas del Sudán anunciaron el rescate de un general de división y un brigadier, el arresto de varios oficiales de las RSF y la toma del aeropuerto de Merowe. La Autoridad de Aviación Civil de Sudán cerró el espacio aéreo del país, y el proveedor de telecomunicaciones MTN cerró los servicios de Internet. Los enfrentamientos se reanudaron el 17 de abril en Jartum, Omdurman y el aeropuerto de Merowe. Las Fuerzas Armadas del Sudán reclamaron el control de la sede de Sudan TV y la radio estatal en Jartum.
Los combates entre las Fuerzas Armadas del Sudán y las FAR continuaron en Jartum, y se utilizó armamento pesado. Las Fuerzas Armadas del Sudán acusaron a las RSF de agredir a civiles y de llevar a cabo actos de saqueo e incendio. Los testigos dijeron que los refuerzos de las Fuerzas Armadas del Sudán fueron traídos desde cerca de la frontera oriental con Etiopía. Se anunció un alto el fuego, pero los combates continuaron, con explosiones reportadas en El-Obeid. La situación en Merowe estaba volviendo a la normalidad, con las SAF recuperando el control sobre el aeropuerto. Las RSF afirmaron haber repelido un ataque de las Fuerzas Armadas del Sudán y derribado dos helicópteros. Se informó de intensos bombardeos y disparos en Jartum, Jartum Bahri y Omdurman el día de Eid al-Fitr, el 21 de abril. Los combates fueron descritos como muy intensos a lo largo de la carretera que va a Port Sudan y en la zona industrial de al-Bagair. El ejército chadiano detuvo y desarmó a un contingente de 320 soldados sudaneses que habían entrado en el país desde Darfur mientras huían de las RSF el 17 de abril.
El 23 de abril se produjeron una serie de fugas masivas en la prisión de Kobar y otras cuatro prisiones, y más de 25.000 detenidos se fugaron. También hubo un corte de Internet casi total en todo el país, que se atribuyó a la escasez de electricidad causada por ataques a la red eléctrica. Las RSF afirmaron haber capturado instalaciones de fabricación militar y una planta de energía al norte de Jartum. La Organización Mundial de la Salud expresó su preocupación por el Laboratorio Nacional de Salud Pública, que había sido incautado por una de las partes en conflicto el 25 de abril. AP Moller-Maersk anunció que dejaría de aceptar nuevas reservas de bienes para Sudán, y se reportaron enfrentamientos intercomunitarios en el estado de Nilo Azul y en Geneina. Los combates entre las Fuerzas Armadas del Sudán y las RSF continuaron, con fuego de artillería pesada reportado en Omdurmán a pesar de un alto el fuego de 72 horas que comenzó el 27 de abril. El 30 de abril, las Fuerzas Armadas del Sudán anunciaron que lanzarían un ataque total para expulsar a las RSF en Jartum utilizando ataques aéreos y artillería pesada. La policía sudanesa desplegó sus Fuerzas de Reserva Central en las calles de Jartum para mantener la ley y el orden.
Continuaron los combates en varias zonas del Sudán, entre ellas Jartum, Jartum Bahri, Omdurman y Darfur. Las Fuerzas Armadas Sudanesas informaron que redujeron las capacidades de combate de las Fuerzas de Apoyo Rápido, mientras que las RSF afirmaron haber derribado un avión de combate MiG. Los enfrentamientos continuaron y casi 5.000 personas resultaron heridas desde que comenzó el conflicto el 15 de abril. El jefe de ayuda de emergencia de las Naciones Unidas, Martin Griffiths, llegó a Port Sudan para inspeccionar las operaciones de ayuda, pero informó que la "voluntad de poner fin a la lucha aún no estaba allí" después de hablar con los líderes de RSF y SAF. La embajada turca en Jartum fue trasladada a Port Sudan después de que el automóvil del embajador turco fuera alcanzado por disparos, y ambas partes del conflicto se culparon mutuamente por el ataque.
El Ministerio de Defensa sudanés emitió una orden de movilización para que los jubilados del ejército y las personas capaces se unieran a las Fuerzas Armadas del Sudán. Las conversaciones de paz entre SAF y RSF se suspendieron debido a violaciones del alto el fuego. El conflicto causó víctimas civiles, incluidos ataques a mercados y secuestros.

### Estancamiento del conflicto (junio-septiembre de 2023)
Alrededor del 15 de junio, el gobernador de Darfur Occidental, Khamis Abdallah Abbakar, fue asesinado y luego mutilado horas después de criticar públicamente a las RSF por "genocidio". Burhan acusó a las RSF de cometer el asesinato; RSF negó su responsabilidad, diciendo que Abbakar había sido secuestrado bajo la protección de RSF.
En Darfur, las milicias armadas fueron acusadas de llevar a cabo ejecuciones sumarias, exacerbando la crisis humanitaria. El gobernador de Darfur Occidental, Khamis Abakar, fue secuestrado y asesinado por hombres armados horas después de acusar a las RSF de genocidio y pedir la intervención internacional en una entrevista televisiva. Los líderes de siete tribus árabes, incluida la de Hemedti, prometieron lealtad a las RSF. 
Una facción del militante Movimiento de Liberación del Pueblo de Sudán-Norte dirigida por Abdelaziz al-Hilu rompió un acuerdo de alto el fuego de larga data y atacó unidades de las Fuerzas Armadas del Sudán en Kaduqli, Kurmuk y al-Dalanj, este último coincidiendo con un ataque de las FAR. Las FAS afirmaron haber repelido los ataques, mientras que los rebeldes afirmaron haber atacado en represalia por la muerte de uno de sus soldados a manos de las FAS y prometieron liberar a la región de la "ocupación militar". Más de 35.000 personas fueron desplazadas por los combates. Surgieron especulaciones sobre si los ataques eran parte de una alianza no oficial entre al-Hilu y las FAR o un intento de al-Hilu de fortalecer su posición en futuras negociaciones sobre su grupo. Las organizaciones de la sociedad civil que apoyan al SPLM-N afirmaron que sus operaciones buscaban proteger a los civiles de posibles ataques de las FAR.
Se anunciaron cesaciones del fuego, pero a menudo se violaron, lo que dio lugar a nuevos enfrentamientos. Las Fuerzas Armadas del Sudán y las RSF se culparon mutuamente por los incidentes, mientras que el gobierno sudanés tomó medidas contra los enviados internacionales. La embajada saudí en Jartum fue atacada, y las evacuaciones de un orfanato se llevaron a cabo en medio del caos. Estados Unidos impuso sanciones a las empresas asociadas con las SAF y RSF, junto con restricciones de visado a las personas involucradas en el conflicto. En medio de la agitación, Sudán enfrentó tensiones diplomáticas con Egipto, lo que generó desafíos para los refugiados sudaneses que buscaban ingresar. El Comité Internacional de la Cruz Roja facilitó la liberación del personal retenido por las RSF. A pesar de las breves treguas para la festividad de Eid al-Adha, persistieron intensos combates en Jartum.
El conflicto continuó con ataques aéreos, ataques de artillería y disparos en Jartum y Omdurman. Entre 22 y 31 personas murieron en un ataque aéreo en el distrito de Dar es Salam de Omdurman el 8 de julio. Las RSF culparon a las Fuerzas Armadas del Sudán por el ataque, lo que negaron. Las RSF afirmaron haber derribado un avión de combate de las Fuerzas Armadas del Sudán y un vehículo aéreo no tripulado en Jartum Bahri. Las RSF fueron acusadas de saquear y ocupar casas en Jartum, de asaltar el Hospital Al-Shuhada y matar a un miembro del personal, y de continuar la limpieza étnica en Geneina. La Dependencia de Lucha contra la Violencia contra la Mujer declaró que había registrado 88 casos de agresión sexual en Geneina, Jartum y Nyala.
El 13 de julio, la ONU anunció el descubrimiento de 87 cuerpos, incluido el de etnia masalit, enterrados en una fosa común en Darfur. Según la Oficina del ACNUDH, los fallecidos fueron asesinados por las RSF y sus milicias aliadas y enterrados el 20 y 21 de junio de 2023. El Alto Comisionado de las Naciones Unidas para los Derechos Humanos, Volker Türk, exigió una "investigación rápida, exhaustiva e independiente".
Los combates entre las Fuerzas Armadas del Sudán y el MLPS-N (facción al-Hilu) continuaron en el sur del país, con este último apoderándose de varias guarniciones y un campo petrolífero en Kordofán del Sur y lanzando ataques en Nilo Azul.
Las FAR afirmaron que habían tomado el control total de todo el estado de Darfur Central. El Tercer Frente, conocido como Tamazuj, uno de varios grupos con sede en Darfur y Kordofán que firmaron un acuerdo de paz con el gobierno sudanés en 2020 y habían sido marginados por sus presuntos vínculos con la inteligencia militar sudanesa, declaró formalmente su alianza con las RSF. Varios de sus comandantes habían apoyado previamente a las RSF al comienzo del conflicto.
A medida que avanzaba el mes, el conflicto se intensificó significativamente. El 2 de agosto, las Fuerzas Armadas del Sudán se adjudicaron una gran victoria al eliminar a una docena de paramilitares de las RSF y destruir varios vehículos de las Fuerzas de Seguridad Soviética en el puente Al-Mak Nimr, una conexión estratégica entre Jartum y Jartum Bahri. Al mismo tiempo, el gobernador de Kordofán del Norte impuso un toque de queda y prohibió el uso de motocicletas y scooters eléctricos en todo el estado, reaccionando al aumento de las tensiones. Estos enfrentamientos continuaron en Jartum, donde el Palacio Republicano fue blanco de ataques aéreos, y se hicieron intentos de romper un asedio en el complejo militar de Yarmouk. La atención internacional creció a medida que el enviado de la ONU enfrentaba restricciones, y Facebook cerro las páginas de las Fuerzas de Apoyo Rápido debido a violaciones de políticas.
En particular, el 4 de agosto, las RSF afirmaron que habían tomado el control total de todo Darfur central. El 17 de agosto, el Tercer Frente, conocido como Tamazuj, uno de los varios grupos con base en Darfur y Kordofán que firmaron un acuerdo de paz con el gobierno sudanés en 2020 y habían sido marginados por sus presuntos vínculos con la inteligencia militar sudanesa, declaró formalmente su alianza con las RSF. El 24 de agosto, Burhan salió de Jartum por primera vez desde el inicio del conflicto, antes de ir a Puerto Sudán donde mantuvo una reunión con su gabinete. El 29 de agosto, fue a Egipto para reunirse con el presidente Abdelfattah El-Sisi en su primer viaje fuera de Sudán desde que comenzó el conflicto.
El 2 de septiembre, un ataque aéreo en Kalakla al-Qubba, en el sudoeste de Jartum, causó la muerte de 20 personas. El 4 de septiembre, 25 personas murieron en combates en Omdurman, mientras que las RSF afirmaron haber derribado dos aviones Antonov de las Fuerzas Armadas del Sudán en Jartum. El mismo día, las milicias rebeldes locales de El Fasher frustraron un intento de las RSF de entrar en el Gran Mercado de la ciudad. El 5 de septiembre, 32 personas murieron en bombardeos de las Fuerzas Armadas del Sudán en Ombada, Omdurman. El 10 de septiembre, al menos 43 personas murieron y decenas más resultaron heridas en un ataque aéreo en Jartum. Ha sido el ataque aéreo más mortífero desde el inicio del conflicto. El 17 de septiembre, se incendió la torre de la Greater Nile Petroleum Oil Company en Jartum.

### Ofensivas de las FAR (Octubre-Diciembre de 2023)
En octubre, las Fuerzas Armadas del Sudán en Darfur estaban experimentando una grave escasez de suministros debido a los asedios impuestos por las FAR, y no habían utilizado su superioridad aérea para detener los avances de las FAR. El 26 de octubre, las FAR capturaron Nyala, la segunda ciudad más grande de Sudán, después de tomar el control del cuartel general de la 16.ª División de Infantería de las Fuerzas Armadas del Sudán. La caída de Nyala, una ciudad estratégica con un aeropuerto internacional y conexiones fronterizas con África Central, permitió a las FAR recibir suministros internacionales más fácilmente y concentrar sus fuerzas en otras ciudades sudanesas. Tras la caída de Nyala, los combatientes de las FAR se centraron en Zalingei, la capital de Darfur Central. La 21.ª División de Infantería de las Fuerzas Armadas del Sudán, estacionada en Zalingei, huyó de la ciudad sin luchar y permitió que las RSF se hicieran con ella.
En Geneina, surgieron informes de que los ancianos de la tribu estaban tratando de negociar la rendición de la guarnición de las Fuerzas Armadas del Sudán en la ciudad para evitar el derramamiento de sangre. Sin embargo, el ejército rechazó la propuesta, lo que hizo temer un inminente asalto de las FAR a la ciudad y obligó a los civiles a huir a través de la frontera con Chad. Las FAR sitiaron el cuartel general de la 15.ª División de Infantería de las Fuerzas Armadas del Sudán en Geneina, dando a la guarnición un ultimátum de seis horas para rendirse.  La base fue capturada dos días después, cuando el 15.º se retiró de la zona antes de huir a Chad a toda prisa.  Los que se quedaron atrás, que se contaban por centenares, fueron hechos prisioneros y exhibidos en los medios de comunicación de las FAR con signos de abuso. Más tarde, testigos informaron de atrocidades masivas perpetradas por las FAR en la ciudad poco después de su incautación, y un grupo rebelde local afirmó que hasta 2.000 personas fueron masacradas en la ciudad satélite de Ardamata, en Geneina. Con la caída de Geneina, Ed Daein y El-Fasher fueron las últimas capitales que quedaban en Darfur bajo control del gobierno, y ambas ciudades estaban bajo una fuerte presión de las FAR. 
Las FAR irrumpieron y saquearon la ciudad de Umm Keddada, al este de Al-Fashir, después de que la guarnición de las FAS se retirara.  Se informó que las tropas de las Fuerzas Armadas del Sudán en El-Fasher se estaban quedando sin alimentos, agua y medicinas debido a que la ciudad estaba sitiada, y las fuerzas externas señalaron que las Fuerzas Armadas del Sudán parecían incapaces de detener el avance de las RSF.   Ed Daein cayó en las primeras horas del 21 de noviembre, y las fuerzas de las RSF tomaron el control de la ciudad después de tomar el cuartel general de la 20.ª División de Infantería de las SAF.  Posteriormente, las guarniciones de las Fuerzas Armadas del Sudán en Darfur Oriental abandonaron sus posiciones y se retiraron, lo que permitió a las RSF ocupar la zona.  En respuesta a los avances de las RSF en Darfur y los abusos posteriores, el Movimiento por la Justicia y la Igualdad, el Movimiento/Ejército de Liberación de Sudán (Minnawi) y otras facciones rebeldes más pequeñas renunciaron a su neutralidad y declararon la guerra a las RSF.

#### Las negociaciones de paz se estancan
Los intentos de otras naciones y organizaciones internacionales de negociar la paz habían estado en gran medida inactivos desde el fracaso del Tratado de Jeddah, pero a finales de octubre las RSF y las SAF se reunieron una vez más en Jeddah para intentar negociar la paz. Esta nueva ronda de conversaciones fue un fracaso y ninguna de las partes estuvo dispuesta a comprometerse a un alto el fuego. En cambio, las facciones en conflicto acordaron abrir canales para la ayuda humanitaria. El 3 de diciembre las negociaciones se suspendieron indefinidamente debido a que tanto el SAF como el RSF no abrieron canales de ayuda.
Tras el fracaso de las conversaciones en Jeddah, la Autoridad Intergubernamental sobre el Desarrollo de África Oriental (IGAD) organizó una cumbre de paz a principios de diciembre. Los intentos anteriores de la IGAD de iniciar negociaciones habían fracasado después de que las SAF acusaran al presidente de Kenia, William Ruto, de apoyar a las RSF. Las conversaciones de la IGAD parecieron lograr más avances que las negociaciones de Jeddah, y Hemedti y al-Burhan acordaron reunirse en persona en algún momento en el futuro.

### Las FAR cruzan el Rio Nilo
Las FAR atacaron la ciudad de Wad Ashana, en Kordofán del Norte, el 1 de octubre, a lo largo de una ruta comercial clave En Kordofán Occidental, se informó de un recrudecimiento de los combates, y las RSF atacaron un campo petrolífero "vital" en Baleela, al sur de Al-Fulah. Imágenes geolocalizadas mostraron a combatientes de RSF celebrando alrededor del aeropuerto de Baleela después de supuestamente capturarlo. La batalla de Jartum continuó cuando las RSF tomaron la ciudad de al-Aylafoun, al sureste de la capital, el 6 de octubre. En el proceso, los paramilitares obtuvieron el control de infraestructura petrolera clave. A finales de octubre, las RSF controlaban la mayor parte de Jartum, pero no habían logrado apoderarse de bases militares clave, mientras que el gobierno de al-Burhan se había trasladado en gran medida a Port Sudan.
Las RSF intentaron capitalizar sus logros intensificando los ataques contra posiciones de las SAF en Jartum y Omdurman. Los días de combates finalmente culminaron con la destrucción del puente Shambat, que conectaba Jartum Norte con Omdurman sobre el Nilo, cortando una cadena de suministro crítica de RSF. Esto aisló efectivamente a las RSF de sus fuerzas en Omdurman, dando a las SAF una ventaja estratégica.  En un intento de lograr un nuevo cruce sobre el Nilo y abastecer sus fuerzas en Omdurman, las RSF lanzaron un asalto a la presa Jebel Aulia en la aldea de Jabal Awliya. Como Jebel Aulia no podía ser destruido sin inundar Jartum, su captura daría a las RSF un camino sobre el Nilo que las SAF no podrían eliminar fácilmente. Comenzó una batalla de una semana por la presa y el pueblo circundante, que terminó con una victoria de las RSF. La fuerza capturó la presa el 20 de noviembre y al día siguiente cesó toda la resistencia de las Fuerzas Armadas del Sudán en la aldea.
Avanzando hacia el sur desde sus conquistas alrededor de Jebel Aulia y Jartum, las fuerzas de las RSF comenzaron a avanzar hacia el Estado de Gezira el 15 de diciembre, avanzando hacia su capital, Wad Madanii. En otras partes de Gezira, las RSF lograron avances importantes, tomando el control de la ciudad de Rufaa en el este del estado y entrando en la región de Butana. Después de varios días de combates, las RSF tomaron el puente Hantoob en las afueras orientales de Wad Madani, cruzaron el Nilo Azul y entraron en la ciudad. El ejército opuso poca resistencia en el propio Wad Madani, y la 1.ª División se retiró de la ciudad cuando las RSF tomaron el control.
La caída de Wad Madani fue vista como un duro golpe para las Fuerzas Armadas del Sudán, ya que amplió drásticamente la línea del frente y abrió grandes zonas del país a posibles ofensivas de las RSF. La caída de la ciudad permitió a las RSF capturar la mayor parte de Gezira y hacer incursiones en el estado del Nilo Blanco, capturando la ciudad de El Geteina. A los pocos días, los combatientes de las RSF habían avanzado a 25 km de Sennar, la ciudad más grande del estado de Sennar .  Durante las siguientes semanas, las fuerzas de RSF se aventuraron en zonas rurales del estado de Al Qadarif y del Estado del Río Nilo, sin establecer una presencia significativa. En el estado de Sennar, las RSF hicieron algunos avances menores, pero a finales de año no habían atacado la ciudad de Sennar.
En medio del deterioro de la situación, se informó que las Fuerzas Armadas del Sudán estaban armando a civiles, mientras que funcionarios gubernamentales en el este pidieron a la población que se movilizara. Al-Burhan pronunció un discurso público ampliamente promocionado ante los soldados en el Estado del Mar Rojo, prometiendo armar a las milicias civiles para luchar contra las RSF y luchar contra el "colonialismo", lo que fue visto por los observadores como una referencia al apoyo de los Emiratos Árabes Unidos a las RSF.

### Combates en Kordofan y Gezira (enero-marzo de 2024)
A principios de 2024, las RSF atacaron Kordofán del Sur, derrotando a las fuerzas de las SAF en la ciudad de Habila, en las montañas Nuba, y avanzando hacia Dalang. El 7 de enero, las RSF atacaron posiciones de las SAF en Dalang, encontrando una feroz resistencia por parte del ejército y las milicias civiles.  Durante los combates, el SPLM-N (al-Hilu) entró en la ciudad y tomó el control de varios barrios. Las fuerzas del SPLM-N procedieron a atacar a las RSF y los paramilitares se retiraron de la ciudad. Los combatientes de las RSF que se retiraban de Dalang entraron en la ciudad de Muglad en Kordofán Occidental, tomando fácilmente el control ya que la ciudad no tenía presencia organizada de las SAF. Kordofán Occidental había estado relativamente libre de combates durante varios meses debido a una tregua local negociada por los líderes de la Tribu messiria, pero a medida que las tensiones comenzaron a escalar, se difundieron rumores de que las RSF estaban planeando un ataque contra la ciudad rodeada de Babanusa y el 22º Regimiento de Infantería de las SAF. División que lo guarnece.
En enero de 2024, RSF se centró en consolidar sus logros en el estado de Gezira. Se informó de combates el 17 de enero al este de El Manaqil, la última ciudad importante que no está bajo control de las RSF. Las Fuerzas Armadas del Sudán entregaron armas a la ciudad en helicóptero, incluso distribuyéndolas selectivamente entre los civiles de la ciudad, en un intento de reforzar sus defensas. El Servicio Nacional de Inteligencia y Seguridad (NISS) de Sudán reclutó y armó selectivamente a civiles basándose en su percepción de lealtad.
Hasta marzo de 2024, las FAR mantuvieron sus posiciones en el estado de Gezira, pero no lograron avanzar. Las RSF están reclutando tropas en el estado de Gezira para intentar arrebatar territorio en El-Gadarif a las Fuerzas Armadas del Sudán. 

### Ofensiva de las FAR en Omdurmán (abril-mayo de 2024)
Las Fuerzas Armadas del Sudán ganaron terreno en Omdurman en febrero de 2024, uniendo sus fuerzas en la parte norte de la ciudad y aliviando un asedio de 10 meses de sus fuerzas en el centro de la ciudad. Las Fuerzas Armadas del Sudán también tomaron el control del estadio Al-Hilal . El frente de Omdurmán es la única zona de Sudán donde las Fuerzas Armadas del Sudán han llevado a cabo una operación ofensiva sostenida y representa su primer gran avance en la guerra. 
El 12 de marzo, las SAF derrotaron un intento de contraofensiva de las RSF y tomaron el control de la sede de la Corporación Nacional de Radiodifusión de Sudán en Omdurman de manos de las RSF.  Las RSF mantienen su control de Jartum y continúan amenazando a Jartum Norte.
En abril de 2024, los combates en el estado de Jartum continúan, con las Fuerzas Armadas del Sudán controlando Omdurman y las RSF controlando Jartum. Las Fuerzas Armadas del Sudán preparan una ofensiva para aliviar sus bases rodeadas en Jartum Norte.

### Batallas en la región de Darfur (mayo de 2024-presente)
El 11 de abril, las RSF lanzaron una importante ofensiva en Darfur del Norte con el objetivo de capturar El Fasher, la última capital estatal de la región bajo control de las Fuerzas Armadas Sudanesas. Los ataques terrestres y aéreos de las FDR impactaron El Fasher y los campamentos de desplazados circundantes, incluidos Zamzam y Abu Shouk. La Fuerza Conjunta de Darfur declaró la guerra a las RSF y se alió con las SAF. Para el 13 de abril, las FDR retomaron el control del campamento de Zamzam tras intensos combates que dejaron más de 200 civiles muertos, entre ellos niños y trabajadores humanitarios.
Los combates en El Fasher desviaron recursos de las Fuerzas Armadas del Sudán de otras zonas, obstaculizando las contraofensivas planificadas para retomar Jartum y Wad Madani. En particular, las Fuerzas Armadas del Sudán habían estado utilizando sus limitados recursos de aviación para llevar a cabo ataques aéreos en Darfur del Norte y reabastecer a El Fasher mediante lanzamientos aéreos. En mayo de 2024, las RSF lanzaron ataques contra las Fuerzas Armadas del Sudán entre el Estado de Jartum y el Estado del Río Nilo, así como en el Estado del Nilo Blanco, cerca de la frontera con el Estado de Gezira. Las Fuerzas Armadas del Sudán estacionaron sus fuerzas en el Estado del río Nilo, antes de una posible ofensiva en Jartum Norte.
El 1 de mayo de 2025, las RSF anunciaron que habían tomado el control de En Nahud, en Kordofán del Norte, una ciudad estratégica que anteriormente había sido utilizada por las SAF para enviar fuerzas al Darfur.

## Bajas
Han aparecido múltiples informes sobre víctimas. Durante los enfrentamientos en Al-Obeid y Jartum, al menos tres civiles murieron y decenas resultaron heridos. Al menos dos civiles murieron y 26 resultaron heridos durante los enfrentamientos en Darfur del Norte, y otros tres civiles murieron por una granada propulsada por cohete, y una mujer también resultó herida por una bala. Una declaración del Comité de Médicos de Sudán dijo que dos civiles murieron en el aeropuerto de Jartum y otro hombre fue asesinado a tiros en el estado de Kordofán del Norte. En Foro Baranga, en Darfur Occidental, decenas de personas murieron y cientos resultaron heridas. En al-Fashir, tres civiles murieron y 27 resultaron heridos, y los enfrentamientos se extendieron a la cercana ciudad de Kebkabiya. En la ciudad de Nyala, en Darfur del Sur, 5 civiles murieron durante los enfrentamientos en curso.

### En Darfur
En Geneina, Darfur Occidental, los enfrentamientos étnicos que comenzaron en la última semana de abril de 2023 habían matado al menos a 1.100 personas, mientras que el Sultanato de Dar Masalit afirmó que más de 5.000 personas habían muerto y unas 8.000 habían resultado heridas en la ciudad. En julio de 2023, un líder tribal masalit afirmó que más de 10.000 personas habían sido asesinadas solo en Darfur Occidental y que el 80% de los residentes de Geneina habían huido.
Se registraron masacres en ciudades como Tawila y Misterei, mientras que en Geneina se descubrió una fosa común que contenía los cadáveres de 87 personas muertas en los enfrentamientos. Varios intelectuales, políticos, profesionales y nobles fueron asesinados. La mayoría de estas atrocidades fueron atribuidas a las RSF y a las milicias árabes aliadas. El gobierno del Reino Unido, testigos y otros observadores describieron la violencia en la región como equivalente a una limpieza étnica o incluso un genocidio, siendo los grupos no árabes como los masalit las principales víctimas. Mujeebelrahman Yagoub, comisionado adjunto para los refugiados en Darfur occidental, calificó la violencia como peor que la guerra en Darfur en 2003 y el genocidio de Ruanda en 1994.

### Violencia sexual
En julio de 2023, las autoridades informaron de al menos 88 casos de agresión sexual a mujeres en todo el país, la mayoría de ellos atribuidos a RSF. Las ONG estimaron que la cifra podría llegar a 4.400. La activista Hala al-Karib afirmó que las violaciones en la guerra se habían convertido en un hecho cotidiano en el que participaban ambos bandos en conflicto. En 2024, Al Jazeera informó que las mujeres sudanesas se vieron obligadas a intercambiar sexo por comida o convertirse en amantes de los combatientes de RSF para garantizar la seguridad de sus familias y el acceso a los alimentos.

## Evacuación de ciudadanos extranjeros
A causa del estallido de violencia ha llevado a los gobiernos extranjeros a monitorear la situación en Sudán y avanzar hacia la evacuación y repatriación de sus ciudadanos. Entre algunos países con un número significativo de expatriados en Sudán se encuentran Egipto, que tiene más de 10 000 ciudadanos en el país, y los Estados Unidos, que tiene más de 16 000 ciudadanos, la mayoría de los cuales tienen doble nacionalidad.
Otras evacuaciones se llevaron a cabo a través de otros cruces terrestres o puentes aéreos directos desde misiones diplomáticas y otros lugares designados con la participación directa de los militares de algunos países de origen.
Los esfuerzos de extracción se vieron obstaculizados por los combates dentro de la capital, Jartum, particularmente en el aeropuerto y sus alrededores. Esto ha obligado a realizar evacuaciones por carretera a través de Port Sudan en el Mar Rojo, que se encuentra a unos 650 km al noreste de Jartum, desde donde fueron transportados por vía aérea o transportados directamente a sus países de origen o a terceros. 
Además, otras evacuaciones se llevaron a cabo a través de cruces terrestres o puentes aéreos desde misiones diplomáticas y otros lugares designados con la participación directa de los militares de algunos países de origen. Algunos de los principales centros de tránsito utilizados durante la evacuación incluyen el puerto de Yeda en Arabia Saudita y Yibuti, que alberga bases militares de los Estados Unidos, China, Japón, Francia y otros países europeos.

## Crisis humanitaria
La crisis humanitaria que siguió a los combates se vio agravada por la violencia ocurrida durante un período de altas temperaturas, sequía y la última parte del mes de ayuno del Ramadán. La mayoría de los residentes no pudieron aventurarse fuera de sus hogares para obtener alimentos y suministros por temor a quedar atrapados en el fuego cruzado. Un grupo de médicos dijo que los hospitales seguían sin personal suficiente y se estaban quedando sin suministros a medida que llegaban los heridos. La Organización Mundial de la Salud registró alrededor de 26 ataques contra centros de salud, algunos de los cuales causaron víctimas entre los trabajadores médicos y civiles.
La entrega de remesas muy necesarias de los trabajadores migrantes en el extranjero también se detuvo después de que Western Union anunciara que cerraría todas las operaciones en Sudán hasta nuevo aviso. El Programa Mundial de Alimentos dijo que más de 13 millones de dólares en ayuda alimentaria destinada a Sudán habían sido saqueados desde que estallaron los combates.
Las Naciones Unidas informaron que la escasez de bienes básicos, como alimentos, agua, medicamentos y combustible, se ha vuelto "extremadamente aguda". La entrega de remesas muy necesarias de los trabajadores migrantes en el extranjero también se detuvo después de que Western Union anunciara que cerraría todas las operaciones en Sudán hasta nuevo aviso. El Programa Mundial de Alimentos dijo que más de 13 millones de dólares en ayuda alimentaria destinada a Sudán habían sido saqueados desde que estallaron los combates. Se estima que 25 millones de personas, equivalentes a más de la mitad de la población de Sudán, necesitaban ayuda. En particular, el saqueo de los almacenes del PMA en El-Obeid el 1 de junio provocó la pérdida de la ayuda alimentaria destinada a alimentar a 4,4 millones de personas. El 25 de julio, la coordinadora humanitaria Clementine Nkweta-Salami dijo que los ataques contra instalaciones humanitarias habían provocado el saqueo de más de 50 almacenes, el saqueo de 82 oficinas y el robo de más de 200 vehículos.
En julio, los economistas sudaneses estimaron la cantidad total de daños causados por el conflicto en $ 9 mil millones, o un promedio de $ 100 millones por día, mientras que el valor de las propiedades y bienes saqueados se estimó en otros $ 40 mil millones, siendo las áreas más afectadas Jartum y Darfur del Sur.
La ONU estimó que la actividad económica en Sudán cayó en más de un tercio durante las primeras tres semanas del conflicto. En julio, los economistas sudaneses estimaron la cantidad total de daños causados por el conflicto en $ 9 mil millones, o un promedio de $ 100 millones por día, mientras que el valor de las propiedades y bienes saqueados se estimó en otros $ 40 mil millones, siendo las áreas más afectadas Jartum y Darfur del Sur. El tipo de cambio del dólar estadounidense frente a la libra sudanesa en el mercado negro subió a 730 ODS en septiembre, mientras que alcanzó el ODS 625 al tipo oficial. La economía formal fue descrita como en un "casi punto muerto". La producción de oro también se redujo a solo dos toneladas de la producción del año anterior de 18 toneladas.
La Oficina de Coordinación de Asuntos Humanitarios de la ONU dijo el 24 de julio que más de 40.000 niños habían perdido el acceso a la educación después de ser desplazados, mientras que 1.200 niños habían muerto a causa de brotes de enfermedades en los campos de refugiados en el estado de Nilo Blanco desde mayo. En Darfur Central, el jefe del campamento de refugiados de Hamidiya dijo que al menos  niños habían muerto en el campamento desde julio.

### Crisis de refugiados

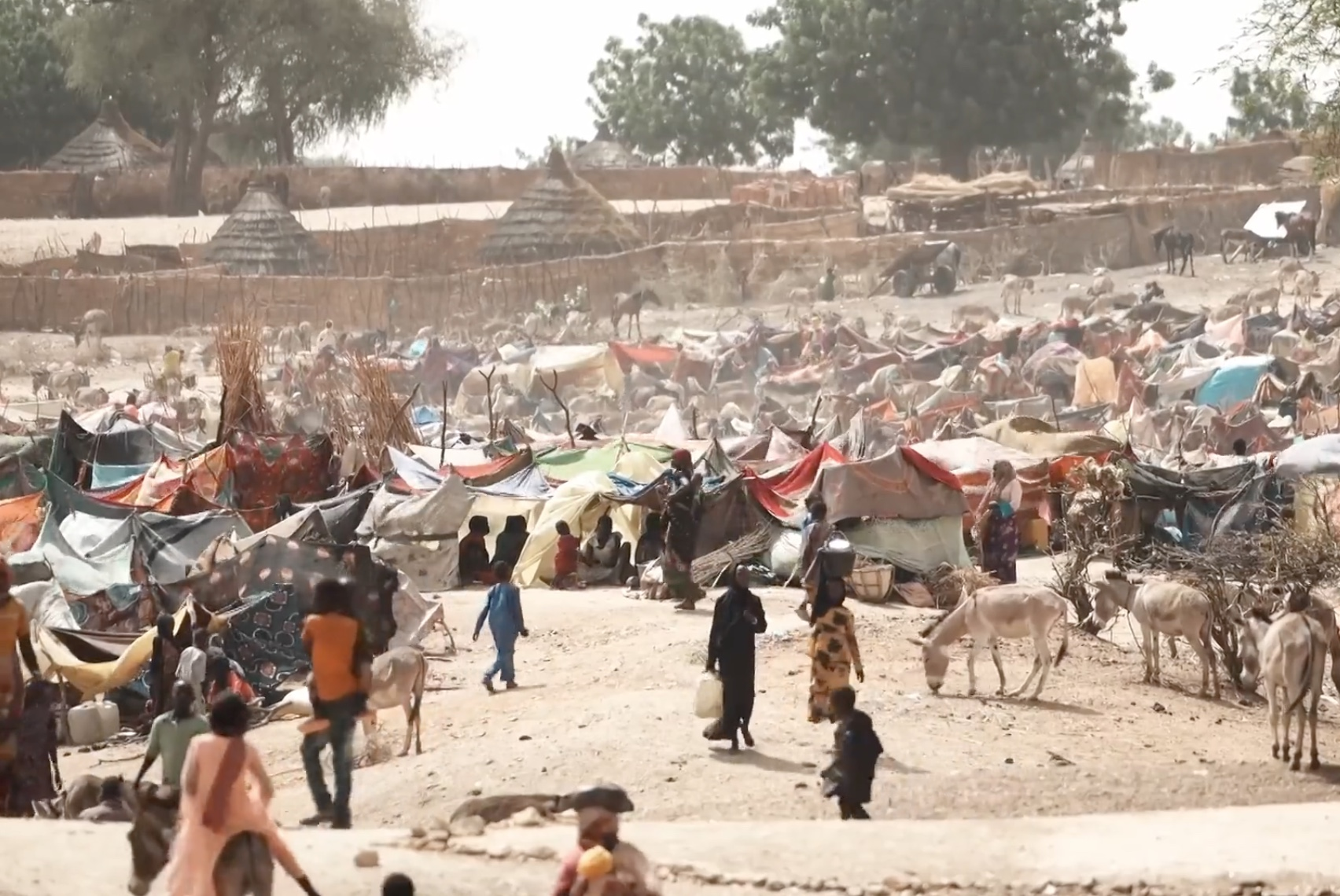
Campos de refugiados en Chad.

La Organización Internacional para las Migraciones estimó que, desde el inicio del conflicto hasta principios de septiembre, casi 5 millones de personas abandonaron sus hogares. 3,8 millones fueron desplazamientos internos, mientras 1,1 millones salieron del país, principalmente a países con los que comparte frontera (Egipto, Libia, Chad, República Centroafricana, Sudán del Sur y Etiopía).
La Organización Internacional para las Migraciones estimó que alrededor del 70% de los desplazados internos provenían de la región de Darfur. para el 12 de junio de 2023 más de 530 000 personas habían huido del país, mientras que 1,6 millones habían sido desplazadas internamente, incluyendo diplomáticos y ciudadanos extranjeros de varios países.
Se criticó a las misiones diplomáticas que operan en Sudán por su lenta respuesta para ayudar a los solicitantes de visados sudaneses cuyos pasaportes fueron dejados en las embajadas después de su cierre durante los esfuerzos de evacuación, impidiéndoles salir del país.
Las Naciones Unidas dijeron en septiembre que los combates en Sudán habían producido más de cuatro millones de desplazados internos, mientras que más de un millón habían huido del país por completo. Esto ha convertido a Sudán en el mayor anfitrión de desplazados internos a nivel mundial. La Organización Internacional para las Migraciones estimó que alrededor del 69% de los desplazados internos provenían de la región de Jartum. De los que huyeron al extranjero, más de 160.000 de ellos eran masalit que huyeron a Chad para escapar de los ataques étnicos de las FAR y las milicias aliadas. Según los informes, los combates entre las Fuerzas Armadas del Sudán y el MLPS-N (al-Hilu) habían desplazado a más de 35.000 personas solo en el estado del Nilo Azul, de las cuales 3.000 huyeron a Etiopía mientras que más de 69.000 fueron desplazadas en Kordofán del Sur.

## Esfuerzos de negociaciones de paz

### 2023
El 16 de abril, representantes de las Fuerzas Armadas del Sudán y las FAR aceptaron una propuesta de las Naciones Unidas para pausar los combates entre las 16:00 y las 19:00 hora local. Las Fuerzas Armadas del Sudán anunciaron que aprobaban una propuesta de la ONU para abrir un paso seguro para casos humanitarios urgentes durante tres horas diarias a partir de las 16:00 hora local, y declaró que se reservaba el derecho de reaccionar si las FAR "cometían alguna violación". Durante el alto el fuego se siguieron escuchando disparos y explosivos, lo que provocó la condena del Representante Especial Volker Perthes.
El 18 de abril, el comandante de las FAR, Dagalo, dijo que la fuerza paramilitar acordó un armisticio de un día para permitir el paso seguro de civiles, incluidos los heridos. En un tuit, dijo que la decisión se tomó después de una conversación con el secretario de Estado de Estados Unidos, Antony Blinken, "y el alcance de otras naciones amigas". Las Fuerzas Armadas de Sudán dijeron inicialmente que no tenían conocimiento de ninguna coordinación con los mediadores o la comunidad internacional con respecto a una tregua y afirmaron que las FAR planeaban usar este tiempo para encubrir una "derrota aplastante". 
Un general del ejército confirmó más tarde que las Fuerzas Armadas del Sudán habían acordado un alto el fuego de 24 horas que comenzaría a las 18:00 hora local (16:00 UTC). Tras el inicio de la cesación del fuego prometida, se siguieron escuchando disparos y bombardeos en el centro de Jartum.
El 21 de abril, las FAR dijo que observaría un alto el fuego de 72 horas que entraría en vigor a las 6:00 (4:00 GMT) de ese día, el comienzo de la festividad islámica de Eid ul-Fitr. No hubo noticias inmediatas de las Fuerzas Armadas del Sudán sobre si corresponderían. A pesar de que las Fuerzas Armadas del Sudán acordaron una tregua de tres días más tarde esa tarde, los combates continuaron durante todo el día en Jartum y otras zonas de conflicto. El 27 de abril se anunció un nuevo acuerdo de alto el fuego de 24 horas, pero los combates continuaron nuevamente.
El 26 de abril, la Autoridad Intergubernamental para el Desarrollo (IGAD) propuso una extensión de 72 horas del alto el fuego, mientras que Sudán del Sur se ofreció a acoger los esfuerzos de mediación. El SAF dijo que apoyaba el plan y enviaría un enviado a la capital de Sudán del Sur, Juba, para participar en las conversaciones. Las RSF anunciaron su apoyo al alto el fuego ampliado el 27 de abril. Los combates continuaron después del inicio del alto el fuego ampliado.
El 30 de abril, las RSF anunciaron que el alto el fuego se extendería por 72 horas, a lo que las SAF accedieron más tarde. Los combates continuaron durante este alto el fuego.
El 1 de mayo, el enviado especial de las Naciones Unidas a Sudán, Volker Perthes, anunció que las Fuerzas Armadas del Sudán y las RSF habían acordado enviar representantes para las negociaciones mediadas por la ONU, pero no dieron una fecha o lugar para las conversaciones.

### 2024
Estaba previsto que las negociaciones renovadas comenzaran en Yeda el 18 de abril de 2024, en medio de la esperanza de que estuvieran presentes actores externos que históricamente habían respaldado a las RSF (Emiratos Árabes Unidos) y a las SAF (Egipto). Sin embargo, se cree que las conversaciones actualmente en curso en El Cairo (en las que también participan Egipto y los Emiratos Árabes Unidos) compiten con la cumbre prevista en Yeda. Mientras tanto, se informó que el presidente de Yibuti, Ismail Omar Guelleh, estaba tratando de convencer a al-Burhan de regresar a la IGAD.
El 29 de mayo de 2024, al-Burhan mantuvo una llamada telefónica con el Secretario de Estado de los Estados Unidos Antony Blinken. Blinken solicitó la reanudación de las negociaciones con las RSF en Yeda, pero el gobierno sudanés se negó, citando la falta de consultas previas y la necesidad de establecer bases de paz.

## Investigaciones de crímenes de guerra
El 13 de julio de 2023, la oficina del fiscal jefe de la Corte Penal Internacional, Karim Ahmad Khan, dijo que había iniciado una investigación sobre posibles crímenes de guerra y crímenes de lesa humanidad cometidos durante el conflicto. Sin embargo, se esperaba que su investigación se limitara a la región de Darfur sobre la base de las regulaciones estipuladas por una resolución del Consejo de seguridad de la ONU hecha en 2005.
El 3 de agosto, Amnistía Internacional publicó su informe sobre el conflicto. Titulado La muerte llegó a nuestro hogar: crímenes de guerra y sufrimiento civil en Sudán, documentó «víctimas civiles masivas en ataques deliberados e indiscriminados», tanto por parte de las Fuerzas Armadas del Sudán como de las FAR, particularmente en Jartum y Darfur Occidental. También detalló la violencia sexual contra mujeres y niñas de tan solo doce años, ataques dirigidos contra instalaciones civiles como hospitales e iglesias y saqueos.
El 4 de agosto, el general Burhan, como presidente del Consejo de Soberanía de Transición, estableció un comité encargado de investigar crímenes de guerra, violaciones de derechos humanos y otros crímenes atribuidos a las FAR. El comité estaría presidido por un representante del Fiscal General e integrado también por funcionarios de los Ministerios de Relaciones Exteriores y Justicia, las Fuerzas Armadas del Sudán, la Policía, el Servicio General de Inteligencia y la Comisión Nacional de Derechos Humanos.
Los observadores acusaron a las FAR de reclutar a niños de tan solo 14 años para luchar contra las Fuerzas Armadas del Sudán utilizando "dinero" y "falsas pretensiones", y algunos de ellos habrían sido vistos en primera línea en Jartum.

## Sanciones internacionales
Las repetidas violaciones de los acuerdos de alto el fuego y otras atrocidades durante el conflicto llevaron al presidente de los Estados Unidos, Joe Biden, a emitir una orden ejecutiva el 4 de mayo de 2023 autorizando sanciones para aquellos considerados responsables de desestabilizar Sudán, socavar la transición democrática y cometer abusos contra los derechos humanos. El 1 de junio, el gobierno de Estados Unidos impuso sus primeras sanciones relacionadas con el conflicto, dirigidas a dos empresas asociadas con las Fuerzas Armadas del Sudán y a otras dos vinculadas a las RSF. También impuso restricciones de visa contra las personas involucradas en la violencia, pero no divulgó ningún nombre. El 6 de septiembre, el Departamento de Estado y el Tesoro de Estados Unidos impusieron sanciones al comandante adjunto de las RSF y hermano de Hemedti, Abdelrahim Dagalo, y a Abdul Rahman Juma, máximo comandante de las RSF en Darfur Occidental, por violaciones "extensas" de derechos humanos durante el conflicto, y Juma en particular fue acusado de planear el asesinato del gobernador del estado Khamis Abakar en junio.
El 12 de julio, Reino Unido anunció sanciones contra empresas vinculadas a las Fuerzas Armadas del Sudán y las RSF por proporcionar fondos y armas en el conflicto.

## Participación extranjera

### Apoyo extranjero a las FAR
Varios cientos de mercenarios colombianos combaten en 2025 con las Fuerzas de Apoyo Rápido. Llegaron en Sudán a través de una ruta trasnacional de mercenarios liderada por el coronel retirado del Ejército colombiano, Álvaro Quijano, en alianza con una empresa de seguridad de Emiratos Árabes Unidos llamada Global Security Service Group. Aunque quien lidera la operación de mercenarios colombianos es el coronel (r) Quijano desde Dubai, en territorio los que mandan son dos tenientes coroneles retirados de las Fuerzas Militares colombianas.
El 18 de abril, un general de las Fuerzas Armadas del Sudán afirmó que dos países vecinos no identificados estaban tratando de proporcionar ayuda a las FAR. Según The Wall Street Journal, el señor de la guerra libio Jalifa Hafter respaldado por los Emiratos Árabes Unidos y el Grupo Wagner de Rusia, envió al menos un avión para transportar suministros militares a las RSF. Los Emiratos Árabes Unidos y el Grupo Wagner también están involucrados en acuerdos comerciales con las FAR. Sin embargo, el jefe del Grupo Wagner, Yevgueni Prigozhin negó apoyar a FAR, diciendo que la compañía no ha tenido presencia en Sudán durante más de dos años. El Ejército Nacional Libio, comandado por Haftar, también negó haber brindado apoyo a ningún grupo en conflicto en Sudán y dijo que estaba listo para desempeñar un papel mediador.

### Etiopía
El 19 de abril, las Fuerzas Armadas de Sudán afirmaron haber repelido una invasión de las Fuerzas Armadas de Etiopía en el disputado distrito de Al Fushqa, reclamado por ambos países. Las Fuerzas Armadas de Sudán dijeron que el ejército etíope había llevado a cabo un ataque con tanques, vehículos blindados e infantería y que había infligido grandes pérdidas al personal y equipo etíope. Las Fuerzas Armadas del Sudán también dijeron que estaban monitoreando "actividades inusuales entre las fuerzas etíopes" desde el inicio de las hostilidades con las RSF y que las fuerzas etíopes estaban llevando a cabo intensas operaciones de reconocimiento y vigilancia a lo largo de la frontera.

### Egipto
El 16 de abril, las FAR afirmaron que sus tropas en Port Sudan habían sido atacadas por aviones extranjeros y emitieron una advertencia contra cualquier interferencia extranjera. Según el exanalista de la CIA, Cameron Hudson, los aviones de combate egipcios son parte de estas campañas de bombardeo contra las FAR, y las unidades de las fuerzas especiales egipcias se han desplegado y están proporcionando inteligencia y apoyo táctico a las FAS.
El 17 de abril, imágenes satelitales obtenidas por The War Zone revelaron que un avión de combate MiG-29M2 de la Fuerza Aérea Egipcia había sido destruido y otros dos habían sido gravemente dañados o destruidos en la base aérea de Merowe. Un Guizhou JL-9 de la Fuerza Aérea Sudanesa también estaba entre los aviones destruidos.

### Chad
El 7 de junio, Hissein Alamine Tchaw-tchaw, disidente chadiano que pertenece al mismo grupo étnico que Hemedti y que afirma ser el líder del Movimiento para la Lucha de los Oprimidos en Chad (MFOC), que lucha contra el gobierno del presidente Mahamat Déby, publicó un vídeo en el que mostraba su participación en un ataque de las FAR contra la fábrica de municiones de Yarmuk, en Jartum.

### Ucrania
El 19 de septiembre, CNN informó de que era "probable" que las Fuerzas de Operaciones Especiales ucranianas estuvieran detrás de una serie de ataques con drones y una operación terrestre dirigida contra las RSF, respaldadas por Wagner, cerca de Jartum el 8 de septiembre. Kyrylo Budánov, jefe de la Dirección Principal de Inteligencia del Ministerio de Defensa de Ucrania, declaró en una entrevista el 22 de septiembre que no podía negar ni confirmar la participación de Ucrania en el conflicto de Sudán pero dijo que Ucrania castigaría a los criminales de guerra rusos en cualquier parte del mundo.

## Reacciones

### Nacional
El ex primer ministro Abdalla Hamdok hizo un llamamiento público tanto a al-Burhan como a Hemedti para que cesaran los combates.
El 18 de abril, el-Wasig el-Bereir, del Partido Nacional Umma, dijo que estaba en comunicación con las Fuerzas Armadas del Sudán y las FAR para que dejaran de luchar de inmediato, mientras que el-Fateh Hussein, de los comités de resistencia de Jartum, pidió que los combates cesaran de inmediato, afirmando que los comités de resistencia habían pedido durante mucho tiempo que las Fuerzas Armadas del Sudán "volvieran a sus cuarteles" y que las FAR fueran disueltas.
Los comités de resistencia sudaneses coordinaron las redes de apoyo médico, pintaron mensajes contra la guerra en las paredes y alentaron a las comunidades locales a evitar ponerse del lado de las FAR o las FAS. Hamid Murtada, miembro de los comités de resistencia, describió que los comités de resistencia tienen "un papel importante en la concienciación de sus electores y en el apoyo a iniciativas que pondrían fin a la guerra de inmediato".
Los días 22 y 23 de abril, los residentes de Jartum Bahri, Arbaji y Damazin protestaron contra el conflicto.  El 30 de julio, diferentes grupos de Kadugli organizaron marchas contra la violencia en Kordofán del Sur, algunos de los cuales apoyaron a las Fuerzas Armadas del Sudán, mientras que otros condenaron a las Fuerzas Armadas del Sudán, las FAR y el MPLS-N (al-Hilu).
El 25 de julio, tras una reunión en El Cairo, cuatro agrupaciones políticas sudanesas, a saber, las Fuerzas para la Libertad y el Cambio, las Fuerzas del Movimiento Nacional, las Fuerzas del Acuerdo Nacional y la Alianza de Fuerzas Nacionales, pidieron a Burhan que formara "un gobierno provisional" lo antes posible para gobernar el país durante la guerra y promover el diálogo.
El 30 de julio, las enfermeras del Servicio de Urgencias del Hospital Universitario de Port Sudan se declararon en huelga en protesta por el impago de los salarios desde el comienzo del conflicto, lo que obligó a cerrar el hospital desde entonces después de que otros departamentos se unieran a él.
En respuesta a los llamamientos del líder de la facción del SPLM-N y vicepresidente del Consejo de Soberanía de Transición, Malik Agar, para que apoyara a las Fuerzas Armadas del Sudán, el Partido Comunista Sudanés hizo un llamamiento a "las tribus y al pueblo de Sudán para que se resistan a los llamamientos a reclutar a sus jóvenes para que favorezcan a cualquiera de las partes beligerantes" en una declaración publicada el 6 de agosto. Otros grupos políticos, como las Fuerzas para la Libertad y el Cambio-Consejo Central y el Frente Revolucionario de Sudán, también expresaron su rechazo al conflicto y dijeron el 7 de agosto que se habían posicionado "equidistantes" tanto de las Fuerzas Armadas del Sudán como de las RSF.

### Internacionales
- Argelia: pidió "una acción conjunta y urgente para evitar una mayor escalada y poner fin a los combates".[227]

- Arabia Saudita: En un comunicado, el Ministerio de Relaciones Exteriores de Arabia Saudita expresó su profunda preocupación por la violencia en curso en Sudán. El ministerio pidió a los líderes militares y políticos de Sudán “que den prioridad al lenguaje del diálogo, la moderación y la sabiduría, y que unan las filas de una manera que contribuya a completar el consenso que se ha logrado, incluido el acuerdo marco”.[228]

- Emiratos Árabes Unidos pidió a las partes en conflicto de Sudán que ejerzan moderación y pongan fin a la crisis actual a través del diálogo.[228]

- Catar instó a las partes en conflicto de Sudán a detener de inmediato la lucha y resolver las diferencias a través del diálogo. En un comunicado, el Ministerio de Relaciones Exteriores de Catar pidió a todas las partes “detener los combates de inmediato, ejercer la máxima moderación, recurrir a la voz de la razón, dar prioridad al interés público y evitar a los civiles las consecuencias de los combates”.[228]

- Argentina: El gobierno reafirmó su apoyo a los esfuerzos internacionales para lograr la paz y estabilidad de Sudán ante la escalada de violencia que sufre el país africano.[229] “La Argentina apoya los esfuerzos internacionales para lograr la paz y la estabilidad en Sudán y reitera sus votos para la continuación de las negociaciones políticas con el objeto de estabilizar la situación”, indicó la Cancillería argentina en un comunicado oficial.[229]

- Brasil: "Al reiterar su apoyo a las negociaciones políticas entre los líderes sudaneses con el objetivo de restablecer un gobierno civil de transición, el Gobierno brasileño insta a las partes a contener y cesar inmediatamente los combates", dijo la Cancillería en una nota. De esta forma, el Ejecutivo del presidente Luiz Inácio Lula da Silva reiteró su "apoyo a los esfuerzos del Consejo de Seguridad de las Naciones Unidas en ese sentido", ante los enfrentamientos entre el Ejército de Sudán y el grupo paramilitar Fuerzas de Apoyo Rápido (FAR) en "Jartum y otras ciudades del país".[230]

- Perú: A través de un comunicado del Ministerio de Relaciones Exteriores, el Gobierno del Perú expresó este domingo su preocupación por los actos de violencia acontecidos en Sudán desde el sábado 15 de abril y que hasta el momento provocaron la muerte de 78 civiles en medio de combates entre paramilitares y el Ejército sudanés.[231]

- Chad: A causa de las escaramuzas de los enfrentamientos, el país cerró su frontera terrestre con Sudán.[232]

- Egipto y  Sudán del Sur: Los países vecinos de Sudán ofrecieron mediar entre el ejército sudanés y las Fuerzas de Apoyo Rápido, dijo la presidencia egipcia en un comunicado. En una llamada telefónica entre el presidente de Egipto Abdelfatah El-Sisi y su homólogo sudsudanés Salva Kiir Mayardit pidieron a ambas partes en el conflicto que "elijan la voz de la razón (y) el diálogo pacífico".[233]

- Kuwait: El Ministerio de Relaciones Exteriores de Kuwait está dando seguimiento, a través de la Embajada de Kuwait en Jartum, a la situación de los kuwaitíes varados en Sudán debido a los actuales desarrollos de seguridad observados en el país. El Ministerio tranquilizó a los ciudadanos kuwaitíes y los instó a permanecer en su residencia, ser cautelosos y vigilantes, evitar las zonas de conflicto y acatar las instrucciones emitidas por los organismos oficiales de Sudán.[234]

- Libia: El Ministerio de Relaciones exteriores de Libia pidió a todas las partes sudanesas que tomen medidas para proteger a los civiles, renuncien al conflicto y reanuden el diálogo para la defensa de Sudán.[235] Así mismo el ministerio aconsejo a los libios residentes en Sudán tomen las máximas precauciones y sigan las instrucciones de las organizaciones pertinentes para su seguridad.[236]

- Sudáfrica: anunció que comenzaría a evacuar a los ciudadanos sudafricanos del país el 24 de abril. El presidente Cyril Ramaphosa también dijo que Sudáfrica también ayudaría a los países vecinos con el regreso de los ciudadanos, sin nombrar naciones específicas.[237]

- México: La Secretaría de Relaciones Exteriores (SRE) pidió frenar de inmediato las hostilidades, restaurar la calma e iniciar un diálogo para resolver la crisis. "México se suma al llamado del secretario general de la Organización de las Naciones Unidas a las partes en conflicto —en Sudán— para cesar inmediatamente las hostilidades, restaurar la calma e iniciar un diálogo para resolver la crisis actual", apuntó en un comunicado la SRE de México.[238] El gobierno dijo que México "coincide plenamente con las Naciones Unidas en la necesidad de un cese al fuego y una pausa humanitaria que permitan a los civiles atrapados en zonas de conflicto acceder a servicios y suministros básicos, asistencia médica o salir del país de manera segura".[238] Se reporta que hay nueve personas mexicanas.[239]

- Estados Unidos: El secretario de Estado de los Estados Unidos, Antony Blinken, pidió la reducción de la escalada y las conversaciones de paz, y confirmó que el personal estadounidense en la embajada de Jartum fue contabilizado.[240]

- Canadá: Declaró que, debido a la actual situación de seguridad, la embajada del país en Jartum permanecería cerrada hasta nuevo aviso. También actualizó los consejos de viaje de Sudán al Nivel 4: Evite todos los viajes.[241]

- China: El gobierno chino pidió a ambas partes el fin de los combates para evitar que el conflicto se intensifique.[242]

- Corea del Sur: El gobierno surcoreano dijo que enviará un avión militar con soldados y personal médico para evacuar a sus 25 ciudadanos en Sudán.

- España: El ministro de Relaciones Exteriores de España, José Manuel Albares, dijo que aviones militares estaban en espera para evacuar a unos 60 ciudadanos españoles y otros 20 extranjeros de Jartum.

- Reino Unido: El secretario de Relaciones Exteriores, James Cleverly, interrumpió una visita a Nueva Zelanda y canceló un viaje posterior a Samoa para centrarse en el monitoreo de la situación en Sudán.[243]

- Tanzania: el gobierno dijo que planeaba evacuar a sus 210 ciudadanos de Sudán. El ministro de Relaciones Exteriores, Stergomena Tax, dijo al parlamento que el gobierno se estaba comunicando con la embajada de Tanzania en Jartum para obtener actualizaciones y coordinar con países vecinos y organismos como la Unión Africana y las Naciones Unidas.

- Portugal: el presidente de Portugal, Marcelo Rebelo de Sousa, anunció el domingo en una conferencia de prensa con el presidente de Brasil, Lula da Silva, que Portugal trabajaría con Brasil para comenzar una "retirada rápida" de ciudadanos portugueses y brasileños.[244]

- Irak: El Ministerio de Relaciones Exteriores de Irak ha dicho que está trabajando para evacuar a sus ciudadanos de Sudán, donde los enfrentamientos continuaron por noveno día. "Estamos trabajando para lograr una respuesta muy urgente, y la seguridad de nuestra comunidad es una prioridad" expreso el portavoz del ministerio, Ahmed al-Sahaf.[245]
- Kenia: anuncio que evacuaría a sus ciudadanos, y los combates en Sudán han retrasado esos planes.[246]

- Noruega: Aconsejó a sus ciudadanos que eviten viajar a Sudán.[247]

- India: El primer ministro de la India, Narendra Modi, presidió una reunión de alto nivel el 21 de abril para discutir la situación en Sudán y preparar medidas para la seguridad y la evacuación de sus ciudadanos allí.[248] El Ministerio de Asuntos Exteriores dijo que dos aviones C-130J de la Fuerza Aérea de la India estaban en espera en Yeda, Arabia Saudita, como parte de los preparativos para la evacuación, mientras que un buque de la Armada india, INS Sumedha, había llegado a Port Sudan.[249]

- Santa Sede: El papa Francisco en su mensaje dominical desde la Ciudad del Vaticano el 23 de abril, calificó la situación en Sudán de grave y pidió un diálogo entre las facciones en conflicto.

- Suecia: El primer ministro de Suecia, Ulf Kristersson, dijo que el gobierno evacuará a su personal de la embajada y sus familias de Sudán tan pronto como aparezca una situación disponible.[250]

- Turquía: El presidente turco, Recep Tayyip Erdoğan mantuvo llamadas telefónicas separadas con los generales Burhan y Dagalo pidiendo a ambas partes que pongan fin al conflicto y regresen a las negociaciones.[251]

### Organismos supranacionales
- Unión Africana: La Unión Africana pidió una solución política a la crisis. El Consejo de Paz y Seguridad de la Unión Africana ha dicho que "rechaza enérgicamente cualquier interferencia externa que pueda complicar la situación en Sudán" después de una reunión de emergencia.[252] También anunció que el jefe de la Comisión de la Unión Africana, Moussa Faki, planeaba ir "inmediatamente" en una misión de alto el fuego a Sudán.[253]

- Liga Árabe: Pidió el fin inmediato de la violencia en Sudán y se ofreció a mediar entre las partes en conflicto del país. Una declaración emitida después de una reunión de emergencia en El Cairo pidió "un cese inmediato de los enfrentamientos armados en Sudán y un rápido retorno al camino pacífico para resolver la crisis". También dijo que está listo "para realizar esfuerzos para ayudar a Sudán a poner fin a la crisis de manera sostenible, de una manera que sirva a los intereses del pueblo sudanés", y advirtió sobre las graves repercusiones de la escalada violenta en Sudán, "cuyo alcance es difícil de determinar interna y regionalmente".[254]

- Organización de las Naciones Unidas: El secretario general de la ONU, António Guterres, pidió el cese inmediato de todas las hostilidades.[255] También condenó el asesinato de varios empleados del Programa Mundial de Alimentos en Sudán, calificando las muertes de "espantosas".